# Аугустінас Гріцюс
Аугусті́нас Грі́цюс (лит. Augustinas Gricius; *25 грудня 1899, село Шюпіляй, Шавельський повіт, нині Шяуляйський район — 28 лютого 1972, Вільнюс, Литовська РСР, СРСР) — литовський радянський письменник, драматург, журналіст; заслужений діяч мистецтв Литовської РСР (1954); батько кінооператора Йонаса Гріцюса.

## Біографія

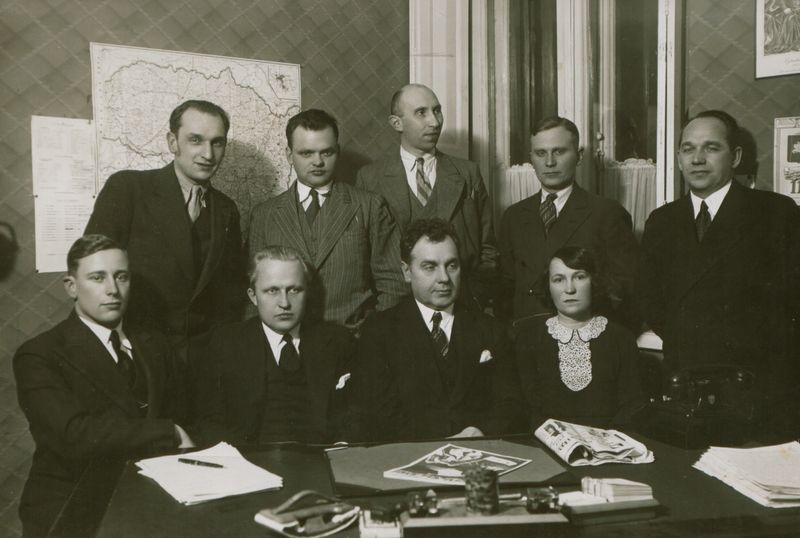
Правління Спілки журналістів Литви. Другий ліворуч Аугустінас Гріцюс

Народився в сім'ї ремісника. У 1919 закінчив поштово-телеграфні курси в Шяуляї. У 1921-1923 роках займався в театральній студії Антанаса Суткуса. У 1924—1927 роках працював у сатиричному театрі „Vilkolakis“ помічником режисера, грав у виставах.
Навчався в Литовському університеті (1923-1927; за іншими відомостями, в 1925-1926 роках) на факультеті гуманітарних наук. Навчався в Парижі (1926).
У 1921, 1925 був репортером литовського телеграфного агентства ELTA. Працював у редакції газет „Lietuva“ та „Lietuvos aidas“ (1927 — 1940), був редактором журналу „Banga“ (1932).
У 1939-1940 роках був головою Спілки журналістів Литви. У 1940—1941 роках співпрацював у радянській пресі, був журналістом газет „Tarybų Lietuva“ та „Tiesa“ . У 1941 році був висланий до Сибіру, відбував ув'язнення в Алтайському краї та Якутії. У 1942 році за клопотанням Юстаса Палецкіса його звільнили. Проживав у РФСР. Починаючи від 1943 року працював завідувачем літературної частини у Державному художньому ансамблі Литовської РСР у Переславлі-Залєському.
У Литву повернувся 1944 року. Працював в управлінні у справах мистецтва при Раді міністрів Литовської РСР (1944-1945). Був секретарем правління Спілки письменників Литовської РСР (1945-1946). У 1946-1949 роках був завідувачем літературної частини в театрах Вільнюса і Каунаса. У 1950—1955 роках працював літературним консультантом з драматургії Спілки письменників Литви . Був членом правління Спілки письменників Литви (1954-1970). 
Від 1955 року А. Гріцюс був на пенсії, займався творчою працею.
Похований на Антокольському цвинтарі у Вільнюсі.

## Творчість
Друкуватися почав від 1913 року (кореспонденції у газеті „Lietuvos ūkininkas“ ). В 1918 опублікував перший фейлетон в газеті „Darbo balsas“. Перша збірка гумористичних оповідань „Čin-či-be-ris“  вийшла в 1925 році. У 1928—1931 роках видав збірки сатиричних та гумористичних оповідань та фейлетонів, а також комедію «Паланга» (1931; постановка в 1932 році в Державному театрі в Каунасі), в яких висміяв різні сторони побуту та мораль буржуазії.
За радянських часів у п'єсах «Уламки» ( „Skeveldros“, 1948; постановка 1949 року в Каунаському драматичному театрі), «Напередодні» ( „Išvakarės“, 1951; постановка Каунаського музичного драматичного театру 1952 року) змальована класова боротба в останні дні панування буржуазії та перші повоєнні роки. П'єса «Спекотне літо» ( „Karšta vasar “, 1955) відбиває ідейну еволюцію старої інтелігенції на тлі будівництва нового життя в Литві. П'єсу ставили в театрах Каунаса і Шяуляя (1955), в 1956 - в Російському драматичному театрі Литви («Розбита ваза»). У сатиричних комедіях «Сівба і жнива» ( „Sėja ir pjūtis“, 1962), «Було, було, як не було» ( „Buvo buvo, kaip nebuvo“, 1963) зображувалося колгоспне життя.
За сценарієм Гріцюса зняли кінокомедію «Індики» („Kalakutai“, 1959; режисер Вітаутас Мікалаускас), що висміює життя литовської провінції в період між двома світовими війнами. Збірник оповідань «Люди» („Žmonės“, 1960) містить живі картини сільського побуту.
Гріцюс виступав у пресі також як автор нарисів та перекладач. Переклав роман П'єра Бенуа "Атлантида" (1928), п'єсу Бориса Лавреньова "За тих, хто в морі!" (1947), роман Стефана Гейма "Хрестоносці" (1951), роман Антона Гансена Таммсааре "Новий Ванапаган з Пиргупих'я" (1957), твори Миколи Гоголя, Максима Горького, Олександра Островського, Костянтина Симонова, Євгена Шварца.
Використовував безліч псевдонімів та криптонімів, підписувався ініціалами (A. Ašaka, Tadas Ašaka, BP, Činčiberis, B. Čirkus, Nikodemas Dagilis, Don Bazelio, Don Bazilio, G., G. A-us, KP Ganda, Gerbiamas pilietis, Jonvaik Kilčius, A. Kilčius, Mykolas Trumpėda, Mikrofonas, Tarka M., Ne kvailas augiukas, Nežinaukas, P., Periskopas, Pivoša, Ponas Krupas, Pr. Kr., Sp., Spr., A. Spriktas, Švilpa, Jurgis Švilpa, М. Tarka, Tiesos žinovas, Mykolas Trumpėda, Motiejus Trumpėda, VB, Varkala; головний псевдонім Pivoša.
Бібліографія
- Čin-či-be-ris. Feljetonai. Tilžė, 1925. 144 p.
- Pamokslai idėjos broliams. Satyriniai apsakymai ir feljetonai. Kaunas: Tulpė, 1928. 54 p.
- Vyrai, nesijuokit. Humoristiniai apsakymai. Kaunas: Naujas žodis, 1929. 159 p.
- Žvilgsnis į gyvenimą. Satyriniai apsakymai. Kaunas, 1930. 95 p.
- Laiko dvasia. Feljetonai. Kaunas: Valstybinė grožinės literatūros leidykla, 1946. 218 p.
- Barvainio sodyba. Apsakymas. Kaunas, 1947. 22 p.
- Liepto galas. Skeveldros. Pjesės. Vilnius: Valstybinė grožinės literatūros leidykla, 1951. 236 p.
- Karšta vasara. Išvakares. Pjesės. Vilnius: Valstybinė grožinės literatūros leidykla, 1955. 212 p.
- Žmonės. Apsakymai. Vilnius: Valstybinė grožinės literatūros leidykla, 1960. 431 p.
- Sėja ir pjūtis. Satyrinės scenos. Vilnius: LTSR Liaudies meno rūmai, 1961. 88 p.
- Senelis ir voverė. Pasaka. Vilnius: Valstybinė grožinės literatūros leidykla, 1962. 20 p.
- Sėja ir pjūtis. Satyrinė komedija. Vilnius: Valstybinė grožinės literatūros leidykla, 1962. 114 p.
- Buvo buvo, kaip nebuvo... Komedija. Vilnius: Vaga, 1964. 102 p.
- Vyrai, nesijuokit! Feljetonai. Vilnius: Vaga, 1969. 426 p.
- Kepurės nenukelsim. Humoreskos ir kino apysaka. Vilnius: Vaga, 1971. 242 p.
- Tėvų tėvai. Apsakymai. Vilnius: Vaga, 1972. 323 p.
- Keliai keleliai. Iš atsiminimų. Vilnius: Vaga, 1973. 248 p.
- Dramos. Vilnius, 1974.

Українською в перекладі Надії Непорожньої оповідання Аугустінаса Гріцюса «Дорога» ввійшло до антології «Литовське радянське оповідання» (К.: «Дніпро», 1981. — С. 130-134; серія «Радянські оповідання»).

## Вшанування і пам'ять
Нагороди та звання
- 1947 - Орден "Знак Пошани"
- 1954 - Орден Трудового Червоного Прапора [8]
- Нагороджений медалями[9]
- 1954 - Заслужений діяч мистецтв Литовської РСР

1976 року на північному фасаді будинку по вулиці Каштону у Вільнюсі, в якому Гріцюс жив у 1952—1972 роках, відкрили меморіальну дошку. У 2003 році самоврядування Шяуляйського району заснувало літературну премію Аугустінаса Гріцюса, яку щорічно вручають за найкращу книгу прози. Ім'я письменника від 2008 року носить бібліотека у містечку Грузджяй (Шяуляйський район)  .